# 小行星4541
小行星4541（4541 Mizuno）是一颗围绕太阳公转的小行星。1989年1月1日，鈴木憲藏、古田俊正在丰田市发现了此天体。
該小行星以日本業餘天文學家及發現了52顆小行星的水野義兼命名。
这颗小行星的绝对星等为12.9等。